# 黎光祿
黎光禄（1565年—1614年），字素之，號夢六，河南汝宁府罗山县軍籍，明朝政治人物。

## 生平
黎光禄生于官宦之家，为諸生时，无检行，为县里主簿恶者，數次窘辱他，于是始折节读书 入龙池山寺三年，步不窥園，虽寺僧亦罕识其面。万历二十五年（1597年）丁酉科河南乡试举人，三十五年（1607年）丁未科進士，通政司觀政，三十六年授湖廣襄阳府推官，风裁凛然，楚民之鸳者惮之，比为包孝肅。四十二年考選，行取廣西道御史，未赴任卒于京师，年五十。无嗣，以侄向明为之后。孫遵法，曾孫孝廉毓朴，皆世其学。崇祯二年己巳督学潘公甚重公之名，疏之朝，從祀鄉賢。

## 家族
曾祖黎琮。祖父黎寵。父黎黔，字邦本，嘉靖甲午科舉人，任安东知县，调山阳知县，升户部主事。嫡母尚氏，継母颜氏，生母秦氏。永感下。兄光裕、光祚（监生）。
孫黎淳一，字又儀，一字咸有，清順治辛卯科舉人，任磁州学正。